# Господиня готелю (фільм, 1956)
«Господиня готелю» — радянський художній фільм 1956 року режисера Михайла Названова за мотивами комедії «Корчмарка» Карло Гольдоні. Фільм вийшов в прокат 21 грудня 1956 року.

## Сюжет
Середина XVIII століття, Флоренція. Маленький готель і її весела, метка господиня. У цей готель селяться кілька дворян зі своїми слугами. Господиня готелю Мірандоліна (Ольга Вікландт) вирішує провчити одного з дворян, кавалера Ріпафрату (Михайло Названов), що вирізнявся особливою пихою і зарозумілістю. Вона розпалює в ньому полум'я пристрасті, закохує його в себе, але потім, природно, виходить заміж за іншого.

## У ролях
- Ольга Вікландт —  Мірандоліна
- Іван Воронов —  граф Альбафьоріта
- Раднер Муратов —  слуга графа
- Анатолій Мягких —  Фабриці
- Михайло Названов —  кавалер Ріпафрата
- Всеволод Якут —  маркіз Форліпополі
- Еммануїл Геллер —  слуга кавалера

## Знімальна група
- Режисер-постановник:  Михайло Названов
- Оператор-постановник:  Микола Большаков
- Художник-постановник:  Олександр Жаренов